# 財政司司長官邸
22°14′49″N 114°10′46″E / 22.24694°N 114.17944°E

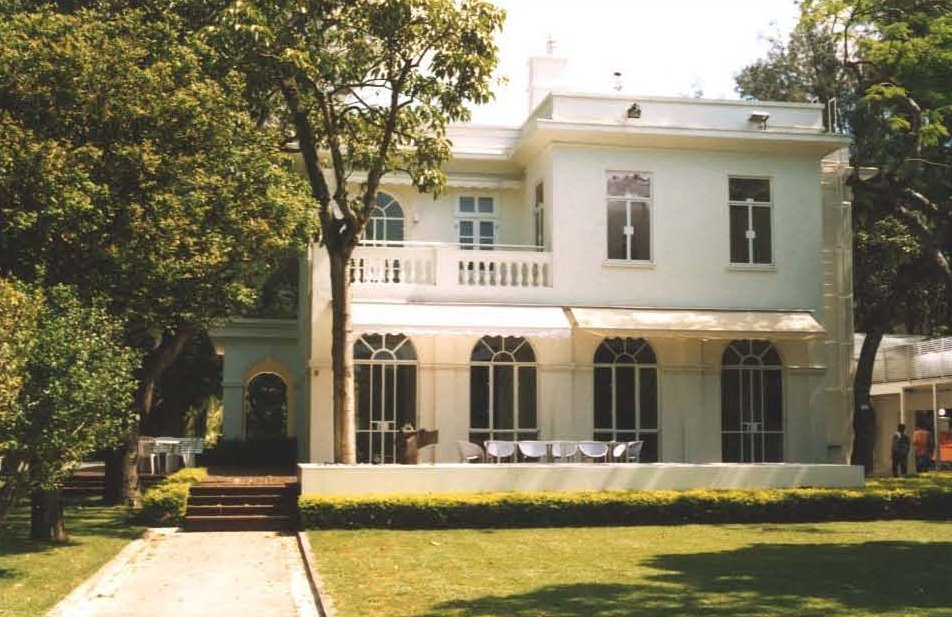
財政司司長官邸

財政司司長官邸位於香港壽臣山壽山村道45號，建於1935年。現時官邸被古物古蹟辦事處列為香港二級歷史建築。
大宅是一座兩層高的新喬治亞風格建築。官邸原屬周壽臣爵士夥拍大新公司的蔡昌所建的25座壽山村洋房之一，亦曾是蔡昌的私人住宅，後於1938年轉售予L.Rondon and Co.Importers and Exporters的經理Mr. Heinrch Corra。1947年7月，香港政府以六萬八千元向Mr.Corra購入大宅，並改為財政司官邸。第一位於大宅居住的是戰後首任財政司霍勞士（SirGeoffrey Follows 1896-1983）。直至1997年共有7任財政司在此官邸居住，唯在1952年至1961年出任財政司的歧樂嘉（Arthur Clarke）例外。1995年曾蔭權出任財政司，成為首位入住該府第的華人。